# 和田塚

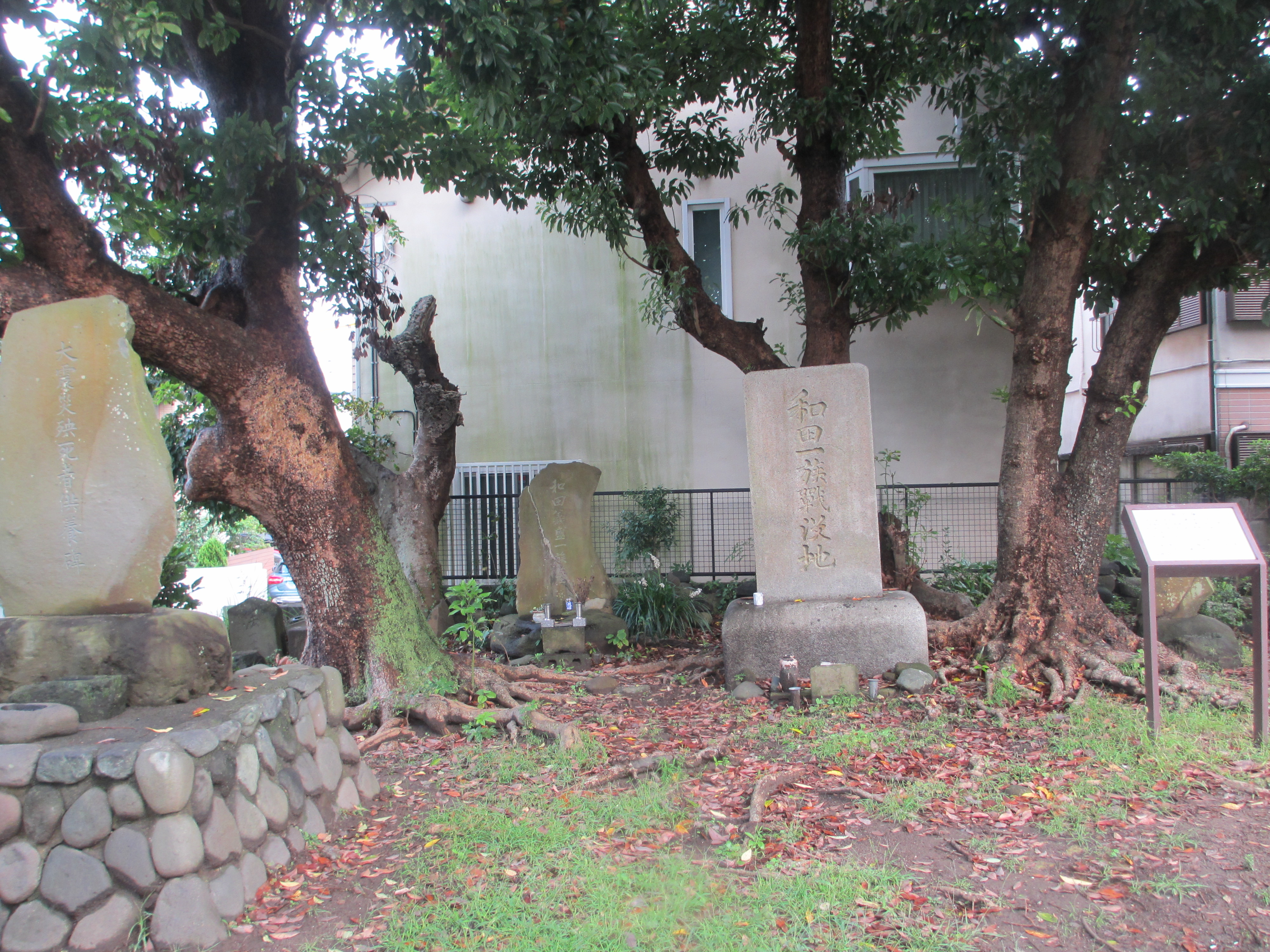
和田塚

和田塚（わだづか）は、神奈川県鎌倉市由比ガ浜3丁目4-7に所在する和田義盛軍を供養したと伝わる中世の供養塚。元は「無常堂塚」といい、人物埴輪（横浜国立大学、京都大学蔵）や馬形埴輪が出土した采女塚と同じ古墳時代の古墳群・向原古墳群の1基だったとする説がある。しかし、和田塚を古墳とすることについては疑問視する意見もある。

## 概要
鎌倉時代初め、執権・北条義時打倒を謀った泉親衡の乱に一族が関与したのをきっかけに、三浦一門の有力御家人・和田義盛は北条義時と不仲になり、1213年5月23日・24日（建暦3年5月2日・3日）に和田義盛の乱を起こしたが、鎌倉市街を巻き込む2日間の激戦の果てに由比ヶ浜で戦死した。
和田塚は、江ノ電和田塚駅南の由比ガ浜3丁目（旧字・上向原）の道路沿いにある。直っすぐの石垣に囲われ塚というより壇のようになっているが、上には和田一族を供養する石碑や五輪塔が並んでいる。
神奈川県の著名な考古学者・赤星直忠が執筆担当した『鎌倉市史（考古篇）』（1959年発行）によると、この塚は和田の乱の供養塚として今に伝わるが、かつては「無常堂塚」という古墳時代の円墳で（現地の看板にも古墳だと書いてある）、赤星は1926年（大正15年）頃にこの場所を訪れた時に崩れた箇所から円筒埴輪や馬形埴輪の破片を採取したという。
和田塚のある鎌倉市上向原（現由比ガ浜）地区とその周辺は、由比ヶ浜に沿って形成された砂丘地帯で、弥生時代や奈良時代・平安時代の集落（竪穴建物群）遺跡や、中世（鎌倉時代・室町時代）に至る集団墓地が見つかっており（由比ガ浜南遺跡など）、古代以来人類の生活に利用されてきたことが判明しているが、古墳時代には向原古墳群（鎌倉市No.1遺跡）があって、1887年（明治20年）には道路工事中に「采女塚古墳」が見つかり人物形や馬形の埴輪が出土した（古墳の塚は更地にされたという）。これ以外にも、和田塚の西側に分布する長谷小路周辺遺跡（鎌倉市No.236遺跡）の2016年（平成28年）の発掘調査では、砂地に石棺だけを設けた古墳時代の石棺墓が発見された。
したがって、元が古墳であっても何ら不自然さはないが、現在の和田塚は、鎌倉市による試掘調査で墳丘と言えるものがないことが判明しており、埴輪破片も見つからないので、元から鎌倉時代以降に造られた供養塚で、赤星が埴輪を見つけたという「和田塚」は、「采女塚」の残骸だったのではないかとする説もある。

## 詳しく載っている本
- 山名留三郎『鎌倉旧蹟地誌』1895年（明治28年）6月
- 鎌倉市史編纂委員会・赤星直忠『鎌倉市史（考古篇）』84～88ページ 1959年（昭和34年）発行

## 参考資料
- 鎌倉市史編纂委員会・赤星直忠『鎌倉市史（考古篇）』84～88ページ 1959年（昭和34年）発行
- 鎌倉市教育委員会 1998「由比ヶ浜南遺跡」『鎌倉の埋蔵文化財2-平成8年度発掘調査の概要-』鎌倉市 pp.10-11
- 鎌倉市教育委員会 2003「由比カ浜中世集団墓地遺跡」『鎌倉の埋蔵文化財6-平成12・13年度発掘調査の概要-』鎌倉市 pp.5-6
- 鎌倉市教育委員会 2001「長谷小路周辺遺跡」『鎌倉の埋蔵文化財4-平成10・11年度発掘調査の概要-』鎌倉市 p.3
- 三浦, 勝男『鎌倉の地名由来辞典』株式会社、2005年9月20日、201頁。ISBN 4490106742。
- 横須賀市自然・人文博物館・稲村繁「神奈川県の埴輪（Ⅱ）-外来系埴輪の分布と交通路（前）-」『横須賀市博物館研究報告（人文科学）』62号 1～20ページ 2017年（平成29年）発行
- 神奈川県埋蔵文化財センター『潮風と砂の考古学』（図録・配布資料等）19～20ページ 2018年（平成30年）発行
- 鎌倉市教育委員会・斎藤建設『長谷小路周辺遺跡発掘調査報告書』（『長谷小路周辺遺跡発掘調査報告書』を刊行しました）2016年（平成28年）発行
- 鎌倉歴史文化交流館 2021『頼朝以前～源頼朝はなぜ鎌倉を選んだか～』（2021年鎌倉歴史文化交流館企画展「頼朝以前」展示図録）